# ماشین لاینوتایپ

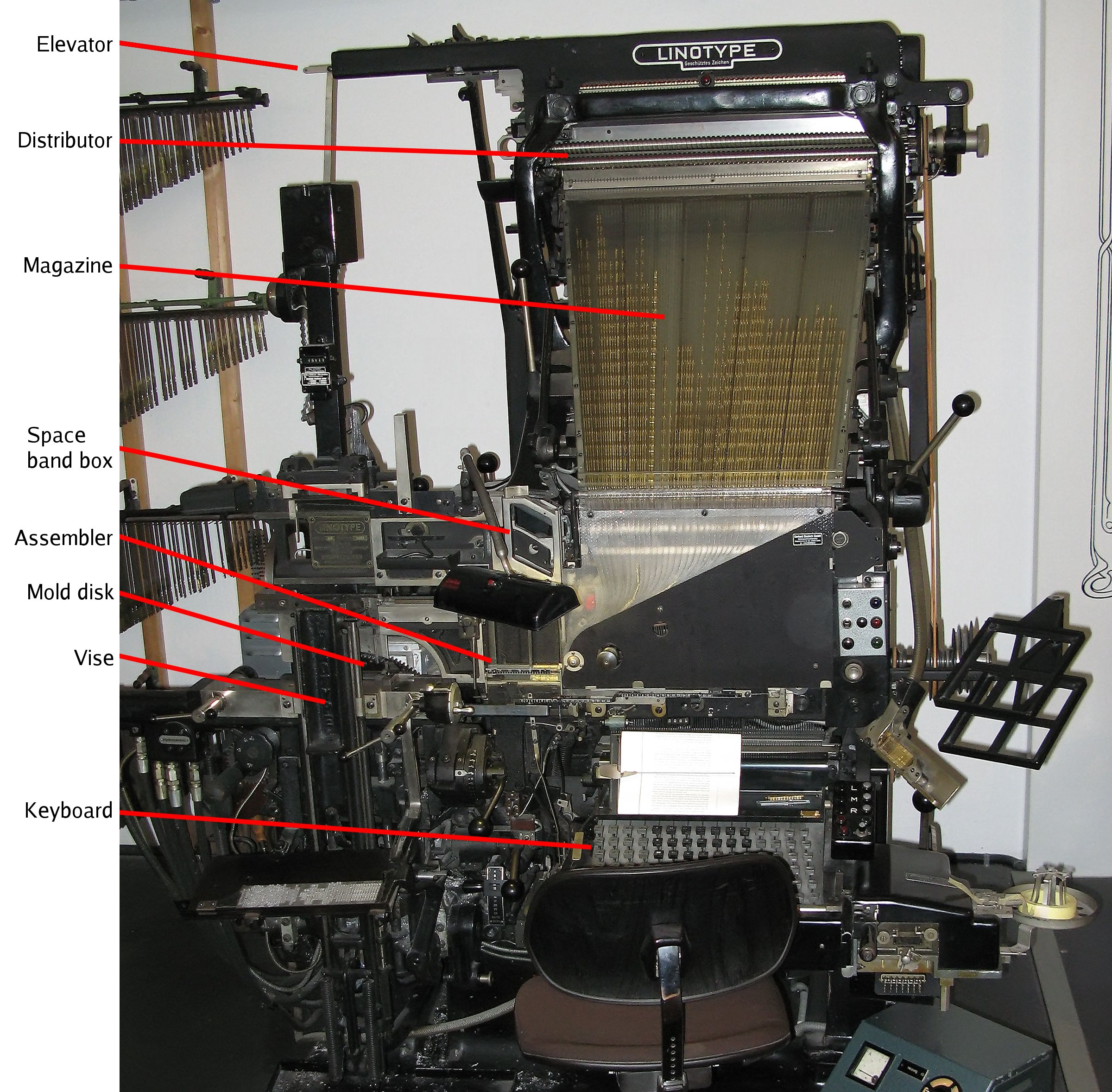
ماشین لینوتایپ مدل ۶، ساخته شده در ۱۹۶۵ (موزه دوچز)، قسمت‌های اصلی در تصویر نشان داده شده‌اند.

ماشین لاینوتایپ (Linotype machine)، یک ماشین ریخته‌گیری خط است که در صنعت چاپ به‌کار می‌رفت و به‌دست اوتمار مرگنتالر، مهندس مهاجر آلمانی در آمریکا در سال ۱۸۸۴ اختراع شد. در کنار لتر پرس، لینوتایپ از اواخر سده نوزدهم تا دهه‌های ۶۰ و ۷۰ در قرن بیستم به عنوان استاندارد روزنامه‌ها، مجلات و پوسترها به‌کار می‌رفت تا اینکه چاپ افست و تایپ کامپیوتری جایگزین ماشین لاینوتایپ شد. نام آن از اینرو گرفته شده که تمام یک خط حروف فلزی را با آن می‌توان در یک لحظه ساخت و ازاین‌رو است که line-o'-type را پیشرفتی بسیار مهم در صنعت چاپ و حروف‌چینی می‌دانند.
اپراتور این ماشین، متن موردنظر را با یک صفحه کلیدی که نود کاراکتر دارد و جزئی از ماشین است تایپ می‌کند و ماشین، ماتریس‌های متن موردنظر (قالب‌های حروف) را پشت هم چیده و با ریختن سرب بر روی آن‌ها کل خط موردنظر را ریخته‌گری می‌کرد. این ماشین سرعت بسیار بالایی به این کار می‌داد به‌نحوی‌که اپراتور این ماشین می‌توانست کاری را که پیش از این به‌دست شش نفر و در طول زمانی بیشتر انجام می‌شد به‌تنهایی و در چند لحظه انجام دهد.
این ماشین، انقلابی در صنعت چاپ و به‌تبع‌آن در صنعت روزنامه پدید آورد و باعث‌شد که اپراتورهای کم‌تری بتوانند تعداد بیش‌تری صفحه در روز تایپ کنند. پیش از اختراع ماشین لینوتایپ در سال ۱۸۸۴ به‌دست مرگنتالر، هیچ روزنامهٔ روزانه‌ای در جهان بیش‌تر از ۸ صفحه نداشت!